# Nasutixalus medogensis
Genre
Espèce
Nasutixalus medogensis, unique représentant du genre Nasutixalus, est une espèce d'amphibiens de la famille des Rhacophoridae.

## Répartition
Cette espèce est endémique du Tibet de Chine. Elle se rencontre dans le xian de Mêdog à 1 619 m d'altitude.

## Description
Le mâle holotype mesure 45,0 mm.

## Étymologie
Son nom d'espèce, composé de medog et du suffixe latin -ensis, « qui vit dans, qui habite », lui a été donné en référence au lieu de sa découverte, le xian de Mêdog.

## Publication originale
- Jiang, Yan, Wang, Zou, Li & Che, 2016 : A new genus and species of treefrog from Medog, southeastern Tibet, China (Anura, Rhacophoridae). Zoological Research, vol. 37, p. 15–20.